# Yishan Yining

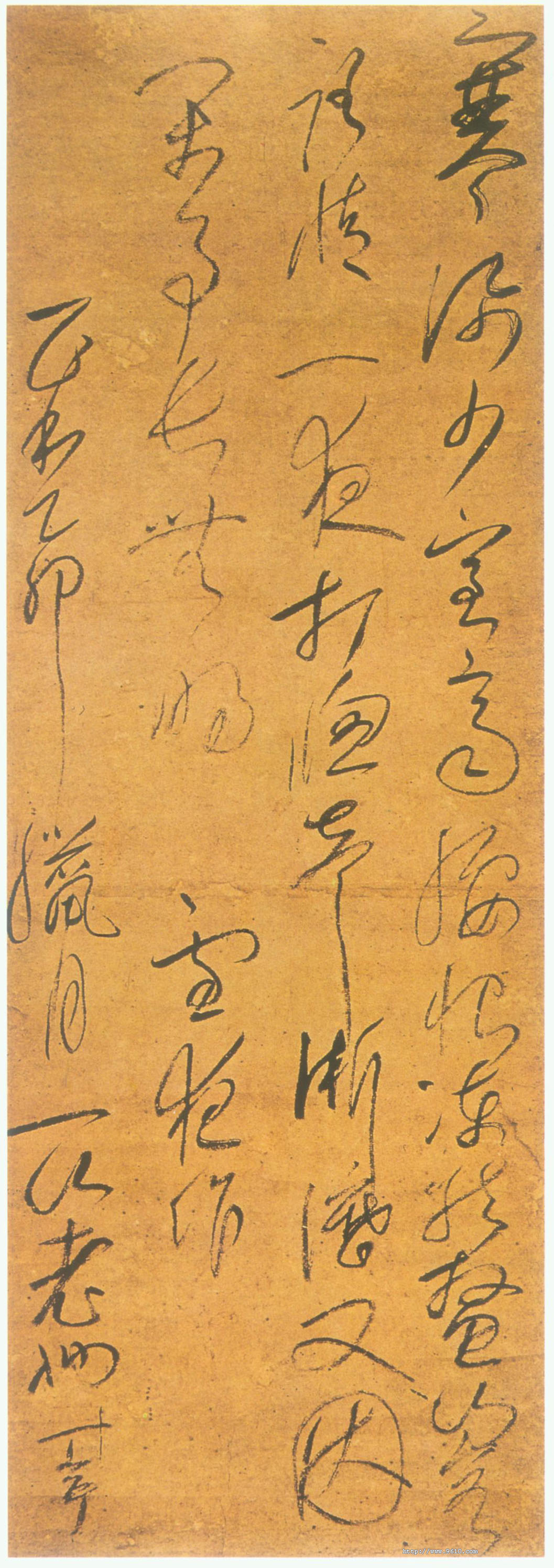
Kaligrafia Yishana Yininga z 1315

Yishan Yining (ur. 1247 w Linhai, zm. 28 listopada 1317 w Nanzen-ji) – chiński mistrz chan szkoły linji, który przeniósł kulturalno-religijne wzory chanu chińskiego do Japonii.

## Życiorys
Pochodził z Linhai (臨海) w prefekturze Taizhou, w dzisiejszej prowincji Zhejiang z rodziny Hu (胡). Został nowicjuszem jeszcze jako dziecko w klasztorze Hongfu (鴻福寺). Pełną ordynację mnisią przeprowadził w klasztorze Puguang (普光寺). Początkowo praktykował i studiował buddyzm szkoły tiantai, a następnie zainteresował się praktyką chan. Przez jakiś czas poszukiwał odpowiedniego nauczyciela i w końcu został uczniem mistrza chan Wanji Xingmi (頑極行彌). Po ukończeniu praktyki został opatem klasztoru Puji na wyspie Putuo Shan, jednym ze świętych miejsc buddyzmu chińskiego. Po jakimś czasie stał się sławnym mistrzem chan w całych Chinach. W 1299 roku został wyznaczony dyrektorem nauczania buddyjskiego w tym regionie (江浙释教总统, jiangzhe shijiao zongtong).
W 1299 roku rząd dynastii Yuan wysłał go do Japonii z dyplomatyczną misją nawiązania ponownych relacji z rządem bakufu. Po wylądowaniu w Japonii został pomyłkowo wzięty za szpiega chińskiego i uwięziony w klasztorze Shuzen-ji na półwyspie Izu. Wkrótce wyjaśniono pomyłkę i po przybyciu mistrza do Kamakury Sadatoki Hōjō mianował go opatem dwóch prestiżowych klasztorów zen, najpierw Kenchō, a następnie Engaku. Obecność słynnego chińskiego mistrza chan spowodowała tak wielki napływ mnichów i ludzi świeckich pragnących być jego uczniami, że klasztory nie były w stanie pomieścić wszystkich chętnych. Aby ograniczyć liczbę swoich uczniów, Yishan wprowadził system egzaminów, które miały między innymi wykazać literackie aspiracje zdających. Jednym z mnichów, którzy zdali ten egzamin był Musō Soseki.
Yishan wprowadził do systemu nauczania zenu program kulturalno-religijny, który okazał się prekursorski do kultury systemu gozan. W 1313 roku został przez byłego cesarza Go-Uda (後宇多, pan. 1274-1287) mianowany opatem „Pierwszego Klasztoru Zen w Japonii” – Nanzen-ji. Jego sława jeszcze bardziej wzrosła osiągając swój zenit. Dzięki niemu zenem zainteresowało się wielu wysoko postawionych ludzi z dworu cesarskiego i arystokracji.
Mistrz zmarł 28 listopada 1317 roku popełniając samobójstwo, po kilku nieudanych próbach rezygnacji z prowadzenia Nanzen-ji ze względu na stan zdrowia.
W chwili śmierci był tak wysoko ceniony i cieszył się takim szacunkiem, że już 29 listopada nadano mu tytuł kokushi (国师, Narodowego Nauczyciela). Jego linia przekazu sformowana przez uczniów przeniosła ducha jego nauczania.

## Wpływ mistrza
Najwyraźniej wpływ Yishana wyraził się w powstaniu i rozwoju ruchu gozan. Jego idee będące powiązaniem elementów kultury i religii były prekursorskie do ruchu gozan. Najbardziej odzwierciedliło się to w poezji gozan. Literacki styl Yishana odbijał cechy stylu panującego w końcowym okresie panowania dynastii Song i jego liczni uczniowie przenieśli jego chiński styl dalej. Jest nazywany w Japonii „patriarchą literatury gozan”.
Wywarł także wielki wpływ w dziedzinie malarstwa i kaligrafii. Do dziś przetrwało co najmniej piętnaście obrazów noszących jego inskrypcje. Jest to największa liczba prac, przewyższająca twórczość każdego mnicha-malarza tego okresu.

## Prace literackie
- Issan kokushi goroku – zebrane mowy mistrza

## Linia przekazu Dharmy zen
Pierwsza liczba oznacza liczbę pokoleń mistrzów od 1 Patriarchy indyjskiego Mahakaśjapy.
Druga liczba oznacza liczbę pokoleń od 28/1 Bodhidharmy, 28 Patriarchy Indii i 1 Patriarchy Chin.
Trzecia liczba oznacza początek nowej linii przekazu w danym kraju.
- 49/22. Huqiu Shaolong (1077–1136)
  - 50/23. Ying’an Tanhua (1103–1163)
    - 51/24. Mi’an Xianjie (1118–1186)
      - 52/25. Songyuan Chongyue (1139–1209
        - 53/26. Yun’an Puyan (1156–1226)
          - 54/27. Xutang Zhiyu (1189–1269)
            - 55/28/1. Nampo Jōmyō (1235–1309) Japonia. Szkoła rinzai.

      - 52/25. Po’an Zuxian (1136–1211)
        - 53/26. Wuzhun Shifan (Yuanjiao) (1177–1249)
          - 54/27. Wuxue Zuyuan (1226–1286) (także Foguang)
            - 55/28/1. Mugai Nyodai (1223-1298) mniszka, pierwsza mistrzyni zen
            - 55/28/1. Kōhō Kennichi (1241–1316) Japonia.
              - 56/29/2. Musō Soseki (1275-1351)
                - 57/30/3. Mukyoku Shigen (1282-1359)
                  - 58/31/4. Donchū Dōhō (1365-1498)

                - 57/30/3. Shun'oku Myōha (1311-1388)
                - 57/30/3. Chūgan Engetsu (1300-1375)
                - 57/30/3. Gidō Shūshin (1325-1388)
                - 57/30/3. Zekkai Chūshin (1336-1405)
                  - 58/31/4. Ishō Tokugan (bd)
                    - 59/32/5. Zuikei Shūhō (1391-1473)
                    - 59/32/5. Kisei Reigen (1403-1488)

            - 55/28/1. Kian Soen (1261–1313)) Japonia.
            - 55/28/1. Muchaku (ur. 1243) Japonia. Mniszka
            - 55/28/1. Hōjō Tokimune (1251–1284) Japonia.
            - 55/28/1. Ichiō Inkō (1210–1281)Japonia

          - 54/27. Wu’an Puning (1197–1276)
            - 55/28/1. Hōjō Tokiyori (1227–1263) Japonia

          - 54/27/1. Enni Ben’en (1201–1280) Japonia (Tōfuku-ji)
            - 55/28/2. Tōzan Tanshō (1231-1291) (Tōfuku-ji)
            - 55/28/2. Mukan Gengo (Fumon) (1212-1291) (Tōfuku-ji), założyciel Nanzen-ji
            - 55/28/2. Hakuun Egyō (bd) (Tōfuku-ji)
            - 55/28/2. Sansō E’un (1231-1301) (Tōfuku-ji)
            - 55/28/2. Zōsan Junkū (1233-1308) (Tōfuku-ji)
            - 55/28/2. Chigotsu Daie (1229-1312) (Tōfuku-ji)
            - 55/28/2. Jikiō Chikan (1245-1322) (Tōfuku-ji)
            - 55/28/2. Mujū Dōgyō (1226-1313)
            - 55/28/2. Sōhō Sōgen (1262-1335)
            - 55/28/2. Jinshi Eison (1195-1272)

          - 54/27. Wanji Xingmi (bd)
            - 55/28. Yishan Yining (1217–1317)
              - 56/29/1. Kokan Shiren (1278–1346) Japonia
              - 56/29/1. Sesson Yūbai (1290–1346) Japonia

          - 54/27. Xueyan Huilang (bd)
            - 55/28. Gaofeng Yuanmiao (1238–1295)
              - 56/29/1. Zhongfeng Mingben (1263–1323) Japonia
                - 57/29. Tianru Weize (zm. 1354)
                - 57/30/2. Kosen Ingen (1295–1374) Japonia

            - 55/28. Qi’an Zongxin (bd)
              - 56/29. Shiwu Qinggong (1272-1352)
                - 57/30/1. T’aego Poŭ (1301–1382) Korea. Szkoła imje
                - 57/30/1. Paegun Kyŏnghan (1298–1374) Korea